# Школа за основно и средње образовање 11. октобар Лесковац
Школа за основно и средње образовање „11. октобар” у Лесковцу, основана је 1968. године која се бави  образовно-васпитним радом деце са сметњама у развоју и инвалидитетом у припремно-предшколском програму, основном образовању са три издвојена одељења у Лебану, Власотинцу и Медвеђи, средњем образовању и додатној образовној подршци редовним школама, а такође је и једина установа тог типа у Јабланичком округу, која покрива Град Лесковац и пет општина Јабланичког округа (Лебане, Бојник, Власотинце, Црна Трава и Општина Медвеђа.
Школа има око 160 ученика и то у припремно-предшколском програму, основном образовању, средњем образовању, у реализацији наставе у кућним условима и у издвојеним одељењима. Око 80 ученика који су укључени у редовни систем долазе на додатну образовну подршку дефектолога у нашој школи. Припремно-предшколски програм има 8 ученика, млађи школски узраст до 4. разреда има 40, виши школски узраст (6-7. разред) има 47 ученика и средња школа (1-3 разред) има 64 ученика. У издвојеним комбинованим одељењима имамо 10 ученика различитог узраста и у кућној настави имамо 5 ученика.
Један од основних задатака ове школе у васпитно-образовном раду са децом, јесте да према природи и могућностима ученика примењује наставу у складу са достигнућима савремене специјалне педагогије, специјалне методе рада и технике васпитно-образовног рада.